# اكزافييه ماليسه
اكزافييه ماليسه هو لاعب كرة مضرب بلجيكي.

## روابط إضافية
- اكزافييه ماليسه على موقع رابطة محترفي التنس (الإنجليزية)
- اكزافييه ماليسه على موقع الاتحاد الدولي لكرة المضرب (الإنجليزية)
- اكزافييه ماليسه على موقع كأس ديفيز (الإنجليزية)
- اكزافييه ماليسه على موقع خلاصة التنس.كوم (الإنجليزية)
- اكزافييه ماليسه على موقع إي إس بي إن.كوم (الإنجليزية)
- اكزافييه ماليسه على موقع أوليمبيديا (الإنجليزية)
- Malisse Arguing on the Call على يوتيوب